# Helix Bridge
El Helix Bridge, oficialmente The Helix y conocido previamente como Double Helix Bridge, es un puente peatonal que conecta Marina Centre con Marina South en la zona de Marina Bay de Singapur. Fue inaugurado oficialmente el 24 de abril de 2010, aunque inicialmente solo se abrió la mitad del puente debido a las obras de Marina Bay Sands. El puente fue abierto completamente el 18 de julio de ese mismo año. Está situado junto al Benjamin Sheares Bridge y está acompañado por otro puente para el tráfico rodado, conocido como Bayfront Bridge.

## Arquitectura
El consorcio de diseño del proyecto es un equipo internacional integrado por los arquitectos australianos Cox Architecture, los ingenieros Arup y el estudio de arquitectura singapurense Architects 61.
A lo largo de la espiral interior están incorporados toldos de vidrio fritado y malla de acero perforado para proporcionar sombra a los peatones. El puente tiene cuatro miradores situados en puntos estratégicos para ofrecer vistas del skyline de Singapur y los eventos que tienen lugar en Marina Bay. Por la noche, el puente es iluminado por una serie de luces que resaltan su estructura de doble hélice, creando así una experiencia visual especial para los transeúntes.
En el puente hay parejas de letras «c» y «g», así como «a» y «t», que son iluminadas por la noche en rojo y verde y representan la citosina, guanina, adenina y timina, las cuatro bases del ADN. Su diseño similar al ADN, pero deliberadamente levógiro, al contrario que el ADN normal dextrógiro, hizo que se ganara un lugar en el Salón de la Fama del ADN Levógiro en 2010.
La Land Transport Authority afirmó que es el primero en el mundo en el diseño arquitectónico e ingenieril de puentes. Ganó el premio al «mejor edificio de transporte del mundo» en los premios del World Architecture Festival de 2010. También ha sido reconocido por la Building and Construction Authority en los Premios a la Excelencia en Diseño y Seguridad en la Ingeniería de 2011.

## Construcción
The Helix está fabricado con aproximadamente 650 toneladas de acero inoxidable dúplex y 1000 toneladas de acero al carbono usadas en la estructura temporal y que también ayudan al puente a conseguir su forma de hélice. La construcción empezó en 2007 y fue inaugurado oficialmente el 24 de abril de 2010, aunque solo era parcialmente accesible. Todo el puente fue abierto el 18 de julio de 2010, completando así el recorrido alrededor de Marina Bay.

### Fabricación
Antes de que empezara la construcción del puente real, se realizó una maqueta de acero al carbono para tratar de anticipar las posibles dificultades. La fabricación de los elementos se realizó de norte a sur, y los componentes fueron ensamblados en segmentos que pudieran ser transportados por las calles de Singapur. Se hizo un montaje de prueba antes del traslado de los segmentos al sitio de construcción para identificar cualquier error de prefabricación. Puesto que el acero inoxidable dúplex usado es susceptible a la contaminación por polvo de carbono o zinc, se creó un taller dedicado para separar a los componentes de The Helix de otros aceros al carbono o al nitrógeno.

### Obras temporales
Se construyó un puente en celosía temporal para sostener el puente y proporcionar acceso al mismo durante sus obras. El proceso crítico fue lanzar las armaduras sobre el canal de navegación central de 50 metros de anchura, que se tuvo que mantener despejado durante la construcción para permitir un acceso seguro a los otros usuarios de la bahía. La armadura fue instalada por segmentos en una elevación sincronizada con dos grúas móviles, que se llevó a cabo por la noche para minimizar las molestias causadas por el cierre del canal.

### Obras permanentes
Se colocó una grúa pórtico móvil en el puente temporal para colocar los elementos en su lugar. La construcción empezó por el estribo norte con la instalación de los segmentos horizontales prefabricados, de unos 11 metros de longitud. A continuación, se atornillaron los componentes horizontales del tablero y posteriormente se instalaron los travesaños, aros, barras tensionadas y otros elementos trabajando hacia arriba desde el tablero. Entonces pudieron instalarse las hélices y sus riostras. Las soldaduras de los elementos individuales de las hélices fueron supervisadas y controladas muy estrechamente para asegurar que se mantenían las propiedades del acero inoxidable dúplex. Por último, un proceso de pasivación retiró de la superficie cualquier compuesto de hierro, que son una potencial fuente de corrosión.

## En la cultura popular
El puente aparece en la tercera temporada de la serie de televisión Westworld de HBO. También aparece en los videojuegos Mario Kart Tour y Mario Kart 8 Deluxe como parte del circuito Singapore Speedway.